# Academia de Ciências e Humanidades de Israel

Símbolo da instituição

A Academia Israel de Ciências e Humanidades, com sede em Jerusalém, foi criado em 1961 pelo Estado de Israel para promover o contato entre os estudiosos das ciências e humanidades em Israel, para assessorar o governo em projetos de pesquisa de importância nacional, e promover a excelência . É composto por 102 dos estudiosos mais ilustres de Israel.
A sede da Academia fica ao lado da residência oficial do presidente de Israel e do Conselho de Educação Superior em Israel no bairro Albert Einstein em Jerusalém.

## Estrutura de pesquisa
A Academia financia projetos sobre a geologia, flora, fauna e de Israel, e facilita a participação de cientistas israelenses em pesquisa em projetos internacionais, como física de altas energias no CERN, e radiação síncrotron no European Synchrotron Radiation Facility.
Nas ciências humanas, a instituição financia no estudo do Tanakh e do Talmud, a história judaica, a filosofia judaica, arte judaica, e o hebraico, bem como a prosa e a poesia no hebraico.
A Academia administra o fundo de bolsas Einstein, que beneficia as relações entre cientistas de todo o mundo com a comunidade acadêmica israelense. Também gere o Fundo de Ciência de Israel, com um orçamento anual de US $ 53 milhões, e uma série de fundos com base em subsídios à pesquisa, como o Fundo Adler de Pesquisas Espaciais, a Fundação Wolf, e o Fundo Fulks de Pesquisa Médica. A Academia também administra e financia o Centro Acadêmico de Israel no Cairo, que ajuda os estudiosos israelenses com pesquisa no Egito e na cultura egípcia, e facilita a cooperação com os acadêmicos egípcios.
A Academia tem o estatuto de observador na Fundação Europeia da Ciência, e executa programas de intercâmbio com a Sociedade Real Britânica, a British Academy, a Academia Sueca, e o Conselho Nacional de Pesquisa de Cingapura.

## Galeria

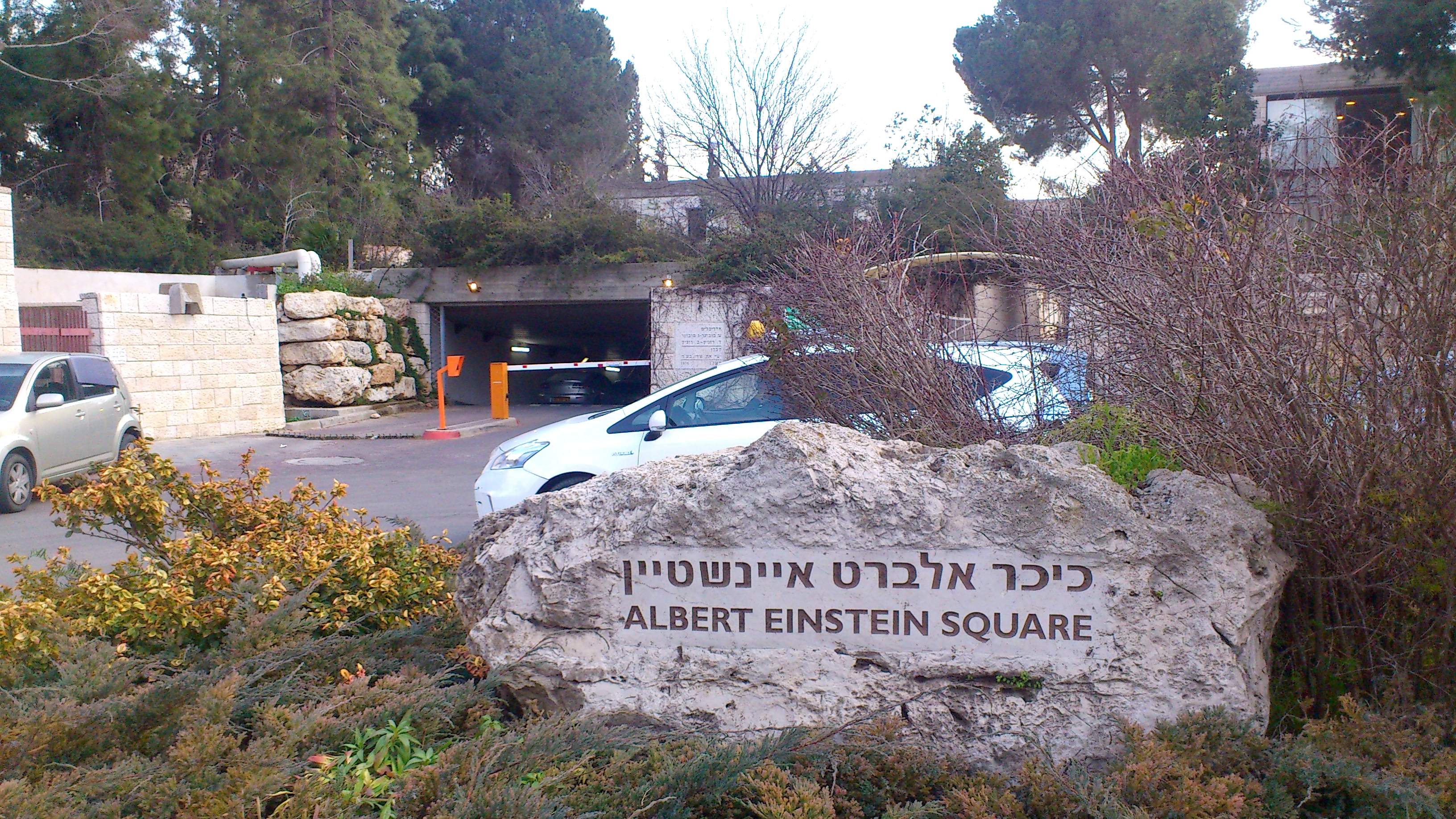
Entrada da instituição
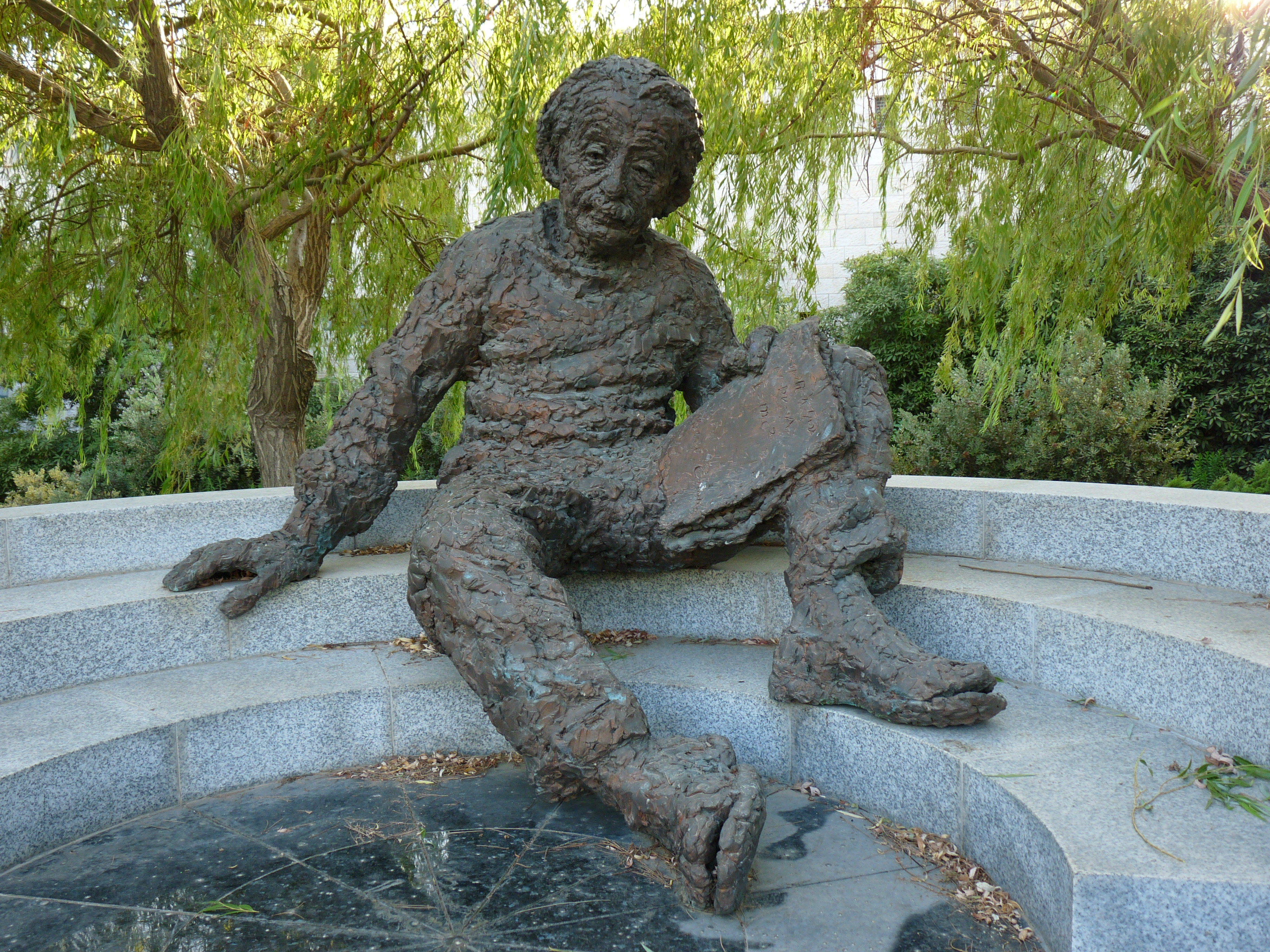
Estátua de Albert Einstein